# Набережная Разуса
Набережная Разуса (словац. Rázusovo nábrežie, нем. Graf Batthyany Lajos Quai; венг. Batthyány Lajos part) — набережная на левом берегу Дуная в Братиславе, в историческом городском районе Старый город. Названа в честь Мартина Разуса (1888—1937), словацкого поэта, прозаика, драматурга, политика и протестантского священника.
Набережная начинается у Нового моста (моста словацкого национального восстания) и заканчивается у площади Людовита Штура, где переходит в Набережную Ваянского (словацк. Vajanského nábrežie.)
На набережной находятся здания отелей класса люкс: отель Danube, отель «Девин», а также Словацкая национальная галерея.
У берега Дуная стоит Ботель Грация и судно Циркус Барок (англ. Circus Barok), которое служит местом прохода на катамаран-лайнер «Города-близнецы»(англ. Twin City Liner), курсирующий между городами Братислава и Вена. Также на Дунае, напротив отеля Danube, стоит платформа для стояния на якоре туристических и круизных судов.